# EH Гидры
EH Гидры (лат. EH Hydrae) — двойная затменная переменная звезда типа W Большой Медведицы (EW) в созвездии Гидры на расстоянии приблизительно 2368 световых лет (около 726 парсек) от Солнца. Фотографическая звёздная величина звезды — от +15m до +14,2m. Орбитальный период — около 0,2969 суток (7,1258 часа).
Открыта Джозефом Ашбруком в 1942 году**.

## Характеристики
Первый компонент — жёлтый карлик спектрального класса G7V, или G7:, или G9. Радиус — около 1,21 солнечного, светимость — около 0,902 солнечной. Эффективная температура — около 5470 K.
Второй компонент — жёлтый карлик спектрального класса G6, или G7. Эффективная температура — около 5536 K.